# اچ‌ام‌آی‌اس هندوستان (ال۸۰)
اچ‌ام‌آی‌اس هندوستان (ال۸۰) (به انگلیسی: HMIS Hindustan (L80)) یک کشتی بود که طول آن ۲۵۰ فوت (۷۶ متر) بود. این کشتی در سال ۱۹۳۰ ساخته شد.